# Bataille navale de Saint-Martin-de-Ré (1622)
Guerres de Religion
La bataille navale de Saint-Martin-de-Ré se déroula le 27 octobre 1622, entre la flotte huguenote de La Rochelle, commandée par Jean Guiton, et la flotte royale sous les ordres du duc Charles de Guise. 

## Contexte politique
Sous la régence de Louis XIII, la régente, Marie de Médicis, par ses prises de position en faveur des Catholiques, déclenche le courroux des Protestants. La première des trois rébellions huguenotes éclate en 1621 qui se conclura par le traité de Montpellier.
À peine le roi Louis XIII signa le traité de Montpellier, qui confirmait l'Édit de Nantes et mit un terme à ce premier grand conflit inter-religieux de son règne, qu'eut lieu la bataille navale de Saint-Martin-de-Ré, derniers soubresauts de cette première révolte. Cette bataille navale ne fut aucunement décisive pour les deux camps, malgré la supériorité numérique des forces royales et sa domination lors de ce combat.

## La bataille navale
La bataille navale se déroula le 27 octobre 1622 au large de l'île de Ré. Une importante flotte de la marine royale, composée de 72 vaisseaux et commandée par Charles de Guise, faisait mouvement vers le port de La Rochelle. L'armateur et maire de La Rochelle, Jean Guiton, appareilla ses navires afin de parer l'attaque imminente de la marine royale. La rencontre eut lieu en face de la commune de Saint-Martin-de-Ré. Les combats durèrent deux heures, malgré l'avantage des forces royales sur celles des Protestants, La Rochelle ne fut point prise et Charles de Guise s'en retourna avec ses navires. Ce combat fut suivi de batailles navales plus décisives autour de La Rochelle.